# Щастинська міська рада
Ща́стинська міська́ ра́да — адміністративно-територіальна одиниця та орган місцевого самоврядування в Новоайдарському районі Луганської області. Адміністративний центр — місто Щастя.

## Загальні відомості
Щастинська міська рада утворена в 1963 році.
- Територія ради: 1,11 км²
- Населення ради: 12 506 осіб (станом на 2015 рік)
- Територією ради протікає річка річка Сіверський Донець

## Історія
7 жовтня 2014 року Верховна Рада України постановила змінити межі Новоайдарського району Луганської області, збільшивши територію району у тому числі за рахунок передачі до його складу 1639,00 гектара земель, що знаходяться у віданні Щастинської міської ради Луганської міської ради (в тому числі територію міста Щастя).

## Населені пункти
Міській раді підпорядковані населені пункти:
- м. Щастя

## Склад ради
Рада складається з 34 депутатів та голови.
- Голова ради: Живлюк Вадим Леонідович

### Депутати
За результатами місцевих виборів 2010 року депутатами ради стали:

#### За суб'єктами висування
| Суб'єкт висування                                  | Кількість обраних депутатів | %    |
| -------------------------------------------------- | --------------------------- | ---- |
| Партія регіонів                                    | 21                          | 61,8 |
| Комуністична партія України                        | 5                           | 14,7 |
| Політична партія «Партія місцевого самоврядування» | 5                           | 14,7 |
| Політична партія «Народно-трудовий союз України»   | 2                           | 5,9  |
| Політична партія «Сильна Україна»                  | 1                           | 2,9  |

#### За округами
| № округу                                           | Прізвище, ім'я, по батькові      | Дата визнання обраним | Освіта  | Партійна приналежність                                 | Відомості про обраного депутата |
| -------------------------------------------------- | -------------------------------- | --------------------- | ------- | ------------------------------------------------------ | --- |
| Комуністична партія України                        |                                  |                       |         |                                                        | |
| б/м                                                | Луганська Валентина Лаврентіївна | 04.11.2010            | вища    | член Комуністичної партії України                      | пенсіонер |
| б/м                                                | Репухов Віктор Петрович          | 04.11.2010            | вища    | член Комуністичної партії України                      | пенсіонер |
| б/м                                                | Іванов Володимир Миколайович     | 04.11.2010            | вища    | член Комуністичної партії України                      | пенсіонер |
| б/м                                                | Бубліков Євген Анатолійович      | 04.11.2010            | середня | позапартійний                                          | Відокремлений підрозділ «Щастинський професійний ліцей автомобільного транспорту Луганського національного університету ім. Т. Шевченка», викладач                                |
| 1                                                  | Ткаченко Сергій Вікторович       | 04.11.2010            | вища    | член Політичної партії «Народно-трудовий союз України» | Відокремлений підрозділ «Щастинський професійний ліцей автомобільного транспорту Луганського національного університету ім. Т. Шевченка», майстер виробничого навчання            |
| Партія регіонів                                    |                                  |                       |         |                                                        | |
| б/м                                                | Богиня Олександр Олександрович   | 04.11.2010            | вища    | член Партії регіонів                                   | Структурна одиниця «Луганська теплова електрична станція» ТОВ «Східенерго», старший майстер цеху теплові підземні комунікації та гідроспоруди                                     |
| б/м                                                | Писаренко Ірина Миколаївна       | 04.11.2010            | вища    | член Партії регіонів                                   | Виконавчий комітет Щастинської міської ради, секретар виконавчого комітету |
| б/м                                                | Горобець Володимир Іванович      | 04.11.2010            | вища    | член Партії регіонів                                   | ТОВ телерадіокомпанія «Енергія», директор |
| б/м                                                | Валантір Станіслав Миколайович   | 04.11.2010            | вища    | член Партії регіонів                                   | Структурна одиниця «Луганська теплова електрична станція» ТОВ «Східенерго», керівник департаменту по забезпеченню виробництва                                                     |
| б/м                                                | Нескреба Олена Петрівна          | 04.11.2010            | вища    | член Партії регіонів                                   | Міська бібліотека для дітей міста Щастя, завідувач |
| б/м                                                | Шишков Анатолій Олександрович    | 04.11.2010            | вища    | член Партії регіонів                                   | Структурна одиниця «Луганська теплова електрична станція» ТОВ «Східенерго», начальник відділу матеріально-технічного забезпечення                                                 |
| б/м                                                | Лаптінов Олександр Володимирович | 04.11.2010            | середня | член Партії регіонів                                   | Гаражний кооператив «Сосновий Бор», голова |
| б/м                                                | Горшковський Сергій Вікторович   | 04.11.2010            | вища    | член Партії регіонів                                   | Комунальне підприємство «Жилбудсервіс», директор |
| б/м                                                | Абулов Сергій Нигматович         | 04.11.2010            | вища    | член Партії регіонів                                   | ТОВ «Лекскар», директор |
| б/м                                                | Пухов Олександр Павлович         | 24.11.2010            | вища    | член Партії регіонів                                   | Структурна одиниця «Луганська теплова електрична станція» ТОВ «Східенерго», начальник цеху теплоізоляції та обмурівки                                                             |
| 3                                                  | Рибак Віолєтта Миколаївна        | 04.11.2010            | вища    | член Партії регіонів                                   | Комунального закладу «Луганська середня загальноосвітня школа I-III ст. № 46», директор                                                                                           |
| 5                                                  | Пріліпа Віталій Вікторович       | 04.11.2010            | вища    | член Партії регіонів                                   | Структурна одиниця «Луганська теплова електрична станція» ТОВ «Східенерго», начальник відділу паливозабезпечення                                                                  |
| 6                                                  | Старюк Олександр Іванович        | 04.11.2010            | вища    | член Партії регіонів                                   | Структурна одиниця «Луганська теплова електрична станція» ТОВ «Східенерго», заступник начальника паливно-транспортного цеху                                                       |
| 8                                                  | Дворядкін Леонід Леонідович      | 04.11.2010            | вища    | член Партії регіонів                                   | Структурна одиниця «Луганська теплова електрична станція» ТОВ «Східенерго», заступник начальника ремонтно-турбінного цеху                                                         |
| 9                                                  | Столярова Тамара Михайлівна      | 04.11.2010            | вища    | член Партії регіонів                                   | Щастинська міська лікарня, завідувачка фізіотерапевтичного відділення |
| 10                                                 | Козлятін Віктор Миколайович      | 04.11.2010            | вища    | член Партії регіонів                                   | Структурна одиниця «Луганська теплова електрична станція» ТОВ «Східенерго», старший майстер ремонтного цеху                                                                       |
| 13                                                 | Сисоєнко Олександр Павлович      | 04.11.2010            | вища    | член Партії регіонів                                   | Луганський державний медичний університет, доцент кафедри патоморфології судової медицини та медичного законодавства                                                              |
| 14                                                 | Фрідман Дмитро Юрійович          | 04.11.2010            | вища    | член Партії регіонів                                   | Структурна одиниця «Луганська теплова електрична станція» ТОВ «Східенерго», заступник начальника електричного цеху                                                                |
| 15                                                 | Войтик Роман Володимирович       | 04.11.2010            | вища    | член Партії регіонів                                   | ФОП Войтик Р. В., фізична особа-підприємець |
| 16                                                 | Ганжа Валерій Михайлович         | 04.11.2010            | середня | член Партії регіонів                                   | Структурна одиниця «Луганська теплова електрична станція» ТОВ «Східенерго», провідний спеціаліст відділу розробки проектів виконання робіт                                        |
| 17                                                 | Таранюк Роман Михайлович         | 04.11.2010            | вища    | член Партії регіонів                                   | Структурна одиниця «Луганська теплова електрична станція» ТОВ «Східенерго», заступник начальника котлотурбінного цеху                                                             |
| Політична партія «Народно-трудовий союз України»   |                                  |                       |         |                                                        | |
| б/м                                                | Патунь Тарас Володимирович       | 04.11.2010            | вища    | член Політичної партії «Народно-трудовий союз України» | Відокремлений підрозділ «Щастинський професійний ліцей автомобільного транспорту Луганського національного університету ім. Т. Шевченка», заступник директора з навчальної роботи |
| б/м                                                | Ханунов Віктор Павлович          | 04.11.2010            | вища    | член Політичної партії «Народно-трудовий союз України» | Відокремлений підрозділ «Щастинський професійний ліцей автомобільного транспорту Луганського національного університету ім. Т. Шевченка», начальник штабу цивільного захисту      |
| Політична партія «Партія місцевого самоврядування» |                                  |                       |         |                                                        | |
| б/м                                                | Чумак Віктор Олександрович       | 04.11.2010            | вища    | позапартійний                                          | ЗАТ «Кондрашевський песочний кар'єр», голова правління |
| 2                                                  | Васильєва Людмила Володимирівна  | 04.11.2010            | вища    | позапартійна                                           | Щастинська міська лікарня, завідувачка терапевтичного відділення |
| 4                                                  | Татарка Сергій Миколайович       | 04.11.2010            | вища    | позапартійний                                          | фізична особа-підприємець |
| 7                                                  | Карпинський Володимир Іванович   | 04.11.2010            | вища    | позапартійний                                          | Щастинська міська лікарня, завідувач хірургічним відділенням |
| 11                                                 | Коптіліна Світлана Павлівна      | 04.11.2010            | вища    | позапартійна                                           | Верховна Рада України, помічник-консультант народного депутата України |
| Політична партія «Сильна Україна»                  |                                  |                       |         |                                                        | |
| 12                                                 | Пухов Андрій Сергійович          | 04.11.2010            | вища    | член Політичної партії «Сильна Україна»                | ФОП Пухов А. С., фізична особа-підприємець |